# Lawrence Pilut
Lawrence Pilut (né le 30 décembre 1995 à Tingsryd en Suède) est un joueur professionnel suédois de hockey sur glace. Il évolue au poste de défenseur. 

## Biographie

### Carrière en club
Son père Larry Pilut est un joueur et entraîneur américain de hockey sur glace. Il a poursuivi en 1991 sa carrière en Suède. À partir de 1992-1993, il rejoint le Tingsryds AIF où son fils Lawrence est formé. Lawrence part ensuite poursuivre son apprentissage dans les équipes de jeunes du HV71. Il débute dans la SHL en 2013. L'équipe remporte le Trophée Le Mat 2017. Lors de la saison 2017-2018, Pilut inscrit trente-huit points en saison régulière, le meilleur total chez les défenseurs. Il est récompensé par le Trophée Salming. Le 15 mai 2018, il signe un contrat de deux ans avec les Sabres de Buffalo. Il part en Amérique du Nord et est assigné aux Americans de Rochester, club ferme des Sabres dans la Ligue américaine de hockey. Le 30 novembre 2018, il joue son premier match dans la Ligue nationale de hockey face aux Panthers de la Floride. Il enregistre son premier point, une assistance le 8 décembre 2018 face aux Flyers de Philadelphie. Il marque son premier but le 8 janvier 2019 face aux Devils du New Jersey.

### Carrière internationale
Il représente la Suède au niveau international. Il prend part aux sélections jeunes.

## Statistiques

### En club
| Saison     | Équipe                 | Ligue       |    | Saison régulière | Saison régulière | Saison régulière | Saison régulière | Saison régulière |   | Séries éliminatoires | Séries éliminatoires | Séries éliminatoires | Séries éliminatoires | Séries éliminatoires |
| Saison     | Équipe                 | Ligue       | PJ | B                | A                | Pts              | Pun              | PJ               | B | A                    | Pts                  | Pun                  |                      |                      |
| 2013-2014  | HV71                   | SHL         | 22 | 0                | 4                | 4                | 18               | 6                | 0 | 0                    | 0                    | 0                    |                      |                      |
| 2014-2015  | HV71                   | SHL         | 48 | 3                | 8                | 11               | 10               | 4                | 0 | 0                    | 0                    | 0                    |                      |                      |
| 2014-2015  | Timrå IK               | Allsvenskan | 4  | 0                | 2                | 2                | 0                | -                | - | -                    | -                    | -                    |                      |                      |
| 2015-2016  | HV71                   | SHL         | 21 | 1                | 5                | 6                | 4                | 6                | 1 | 1                    | 2                    | 2                    |                      |                      |
| 2016-2017  | HV71                   | SHL         | 48 | 3                | 9                | 12               | 20               | 16               | 2 | 3                    | 5                    | 8                    |                      |                      |
| 2017-2018  | HV71                   | SHL         | 52 | 8                | 30               | 38               | 22               | 2                | 0 | 0                    | 0                    | 0                    |                      |                      |
| 2018-2019  | Americans de Rochester | LAH         | 28 | 4                | 22               | 26               | 14               | -                | - | -                    | -                    | -                    |                      |                      |
| 2018-2019  | Sabres de Buffalo      | LNH         | 33 | 1                | 5                | 6                | 20               | -                | - | -                    | -                    | -                    |                      |                      |
| 2019-2020  | Americans de Rochester | LAH         | 37 | 6                | 17               | 23               | 20               | -                | - | -                    | -                    | -                    |                      |                      |
| 2019-2020  | Sabres de Buffalo      | LNH         | 13 | 0                | 0                | 0                | 4                | -                | - | -                    | -                    | -                    |                      |                      |
| 2020-2021  | Traktor Tcheliabinsk   | KHL         | 57 | 7                | 21               | 28               | 34               | 5                | 0 | 2                    | 2                    | 4                    |                      |                      |
| 2021-2022  | Traktor Tcheliabinsk   | KHL         | 40 | 0                | 11               | 11               | 28               | 15               | 1 | 7                    | 8                    | 8                    |                      |                      |
| 2022-2023  | Americans de Rochester | LAH         | 47 | 3                | 25               | 28               | 35               | 14               | 3 | 8                    | 11                   | 14                   |                      |                      |
| 2022-2023  | Sabres de Buffalo      | LNH         | 17 | 1                | 2                | 3                | 0                | -                | - | -                    | -                    | -                    |                      |                      |
| Totaux LNH | Totaux LNH             | Totaux LNH  | 63 | 2                | 7                | 9                | 24               | -                | - | -                    | -                    | -                    |                      |                      |

### En équipe nationale
| Année | Équipe | Compétition          |   | PJ | B | A | Pts | Pun | +/-      |  | Résultat |
| 2021  | Suède  | Championnat du monde | 7 | 0  | 2 | 2 | 4   | +2  | 9e place |  |          |

## Trophées et honneurs personnels

### SHL
- 2017-2018 : remporte le trophée Salming